# Kamandi
Kamandi é um personagem de histórias em quadrinhos publicados pela DC Comics e foi criado pelo aclamado artista Jack Kirby. A maior parte das aparições de Kamandi ocorreu na série de quadrinhos Kamandi: The Last Boy on Earth, publicada de 1972 a 1978.
Kamandi é um jovem herói em um futuro pós-apocalíptico. Depois de um grande evento chamado "O Grande Desastre", os seres humanos foram reduzidos a selvageria em um mundo governado por animais inteligentes e evoluídos.

## Histórico

### Criação
O editor da DC Comics, Carmine Infantino, tentou adquirir a licença para publicar uma revista em quadrinhos de Planeta dos Macacos. Como não conseguiu os direitos da franquia, ele pediu a Jack Kirby uma série com um conceito similar. Kirby não tinha visto os filmes, mas conhecia o esboço e também criara uma história muito semelhante, intitulada "The Last Enemy!", publicada na revista Alarming Tales da Harvey Comics que antecediam o romance Planeta dos Macacos de Pierre Boulle (1963). Ele também tinha uma projeto de tira de jornal, criada em 1956, intitulada Kamandi of the Caves. Kirby reuniu todos esses elementos para criar Kamandi. Embora seu plano inicial fosse não trabalhar na revista em quadrinhos, o cancelamento deForever People o liberou para fazê-lo.

### A série
A série Kamandi foi lançada em outubro-novembro de 1972 e foi escrita e desenhada por Jack Kirby. A revista atingiu rapidamente uma programação de publicação mensal, um sinal de sua popularidade inicial.
Kirby forneceu arte e história na 37ª edição dos quadrinhos, em janeiro de 1976. Kirby também desenhou as edições 38 a 40, embora tenham sido roteirizadas por Gerry Conway. Kirby posteriormente deixou DC. A série continuou, inicialmente com roteiro de Conway e arte de Chic Stone. As edições posteriores foram escritas por Paul Levitz, Dennis O'Neil, David Anthony Kraft, Elliot S. Maggin e Jack C. Harris (alternando), com arte de Pablo Marcos, Keith Giffen e Dick Ayers. Foi cancelado durante a "DC Implosion" de 1978, apesar dos números de vendas respeitáveis. A última edição publicada foi a nº 59, com data de capa de setembro a outubro de 1978. Duas edições adicionais, concluídas, mas não lançadas, foram incluídas em Canceled Comic Cavalcade #2.

### Entrando no Universo DC
Durante a republicação da série de Kirby em livro, Steve Sherman respondeu na coluna de cartas que a série estava ligada as aventuras contemporâneas de OMAC, também de Kirby, criado em algum momento anterior ao Grande Desastre. A única ligação explícita com o Universo DC ocorre na edição # 29, onde Kamandi descobre um grupo de macacos que cultuam um traje do Superman, e que falam do herói tentando impedir o Grande Desastre. A história torna ambíguo se as lendas são verdadeiras (embora Kamandi acreditasse que Superman era real) e o uniforme é certamente de Superman.
Várias histórias de artistas posteriores a Kirby tornam mais explícita a ligação com o Universo DC. Em The Brave and the Bold # 120 (julho de 1975), Kamandi encontra Batman viajando no tempo. Superman # 295 (janeiro de 1976) estabelece que o uniforme visto na edição # 29 foi de fato do Homem de Aço e que a Terra do Grande Desastre é um futuro alternativo da Terra 1, distinto do da Legião dos Super-Heróis. Este ponto também foi explicitado nas revistas inéditas # 60 e # 61 (lançado somente na série Cancelled Comics Cavalcade), que estabelecia que Kamandi era uma contraparte de Jed, de The Sandman. Edições # 49 e # 50 da série estabeleceram que o avô de Kamandi foi o idoso Buddy Blank, herói da série OMAC. E apresenta um breve retorno do aliado de OMAC, o satélite Irmão Olho.
A série Hercules Unbound (1975-1977) e histórias retroativas de OMAC em Kamandi e Warlord une OMAC a história de Hércules consolidada, bem como dos Cavaleiros Atômicos, indicando que o Grande Desastre foi a guerra atômica de 1986. DC Comics Presents # 57 (maio de 1983) indica que os eventos das histórias dos Cavaleiros Atômicos eram um delírio da mente de Gardner Grayle, mas DC Comics Presents # 64 e Crise nas Infinitas Terras deixam claro que tanto OMAC e Kamandi ainda existiam em um futuro alternativo da Terra 1.
Após a Crise nas Infinitas Terras, o Grande Desastre não ocorreu, e o rapaz que seria Kamandi se tornou Léo Futuro.

### Revival
No rescaldo da Crise Infinita, um bunker chamado Comando D foi construído sob as ruínas da cidade de Blüdhaven. No início de 2007, anúncios da DC Nation trouxeram um retrato de Darkseid mencionando um "Grande Desastre". A promoção da DC para a série Countdown mostra o desenho da Estátua da Liberdade em ruínas, semelhante a vista em Kamandi número 1 (embora mais tarde, Dan Didio revelasse que a aparência da estátua no anúncio teaser fora uma referência para a Sinestro Corps War). Ao longo de 2007, a DC Comics introduziu contínuas referências a uma futura grande catástrofe. Em Contagem Regressiva número 31, Buddy Blank e seu neto sem nome loiro são introduzidos no enredo. A partir de Countdown número 6, o Grande Desastre está em seus estágios iniciais na Terra-51, devido ao surto de um vírus, que está afetando os seres humanos tornando-os animalescos enquanto dá aos animais características humanas. Em Countdown número 5, o vírus da Terra-51 afeta Buddy Blank e sua filha, mas seu neto está seguro. Una, uma versão alternativa da Dama Tripla da Legião dos Super-Heróis, dá-lhe o anel de voo que ele usa para ir até o Comando Cadmus, uma "instalação" do Comando D que foi usada para controlar o satélite do Irmão Olho, e tem a defesas necessárias para proteger os sobreviventes das vítimas do vírus. Kamandi ali se instala e Buddy espera que seu neto possa perdoá-lo por fazer dele "o último rapaz sobre a Terra".
Comentários de Grant Morrison em 2007 na San Diego Comic-Con Internacional indicou que Kamandi iria aparecer na última página da edição passada da Crise Final da DC, espelhando o aparecimento de Anthro, o primeiro rapaz da Terra na primeira página do primeiro número. Isto acabou por não acontecer pois Anthro como um homem velho aparecendo em seu lugar.
Em Countdown: Arena # 2, um macaco Starman da Terra-17 menciona que está a tentar formar uma trégua entre as forças do Kamandi e Ben Boxer, indicando uma segunda variante da Terra de Kamandi, contrária da Terra-51.

### Final Crisis
Kamandi é visto na série limitada da DC Comics, Final Crisis, sequência de Crise nas Infinitas Terras e Crise Infinita. Na primeira edição, ele aparece no que parece ser uma distorção do tempo, pedindo a Anthro, o "primeiro" rapaz da Terra, pela arma que o Novo Deus Metron lhe deu, uma referência à cena de abertura da série em que Anthro, como Prometeu, é dado conhecimento na forma de fogo. Ele faz outra aparição na segunda edição como um dos cativos dos novos Deuses malignos ao lado de Batman, avisando o detetive Dan Turpin de que eles estão fazendo escravos deles. Na edição final, ele aparece na Terra-51 depois de ter sido reconstruído.

### DC Rebirth
Como parte da continuidade do DC Rebirth e comemorando o 100º aniversário do nascimento de Jack Kirby, em janeiro de 2017 a DC publicou o primeiro número de The Kamandi Challenge, uma minissérie em 12 partes com cada edição apresentando uma nova equipe criativa (um total de 12 escritores e 12 artistas para a minissérie), um conceito vagamente inspirado no DC Challenge de 1985. Durante a minissérie Infinite Frontier Checkmate, é revelado que ele fundou a organização quando adulto chamado Kingsley Jacobs, também conhecido como "King".
Os escritores da série incluíram Dan Abnett, Peter Tomasi, Jimmy Palmiotti, James Tynion IV, Bill Willingham, Steve Orlando, Marguerite Bennett, Keith Giffen, Tom King, Greg Pak, Rob Williams e Gail Simone enquanto os desenhistas eram Dale Eaglesham, Neal Adams, Amanda Conner, Carlos D'Anda, Ivan Reis, Philip Tan, Dan Jurgens, Steve Rude, Kevin Eastman, Joe Prado, Walter Simonson e Ryan Sook.

### No Brasil
No país, a EBAL publicou Kamandi na revista Lançamento (em formatinho) iniciada em agosto de 1979 com o título de Kamandi - o último rapaz sobre a terra.

## BIografia
Kamandi é um adolescente em uma Terra pós-apocalíptica que a narrativa textual descreve como Terra AD (Depois do Desastre). A Terra foi devastada pelo misterioso Grande Desastre. A natureza precisa do Grande Desastre nunca é revelada na série original, embora "tivesse algo a ver com radiação". Tanto a coluna da carta como a edição 35 confirmaram que isto não significa uma guerra nuclear. O desastre destruiu a civilização humana e a maior parte da população humana. Bolsões isolados da humanidade sobreviveram em bunkers subterrâneos, enquanto outros voltaram à selvageria.
Pouco antes do Grande Desastre, um cientista do Centro Médico do Exército Walter Reed, Dr. Michael Grant, desenvolveu uma droga chamada Cortexin, que estimulava as habilidades de raciocínio dos animais. Durante o Grande Desastre, Grant libertou os animais experimentais afetados pela droga e despejou o próprio Cortexin no riacho criado por uma tubulação de água quebrada. Nos dias seguintes, os animais que escaparam do Zoológico Nacional beberam daquele riacho e foram afetados pela droga.
Na época de Kamandi, um período não especificado após o Grande Desastre, os efeitos do Cortexin e a radiação desencadeada pelo próprio Grande Desastre causaram uma grande variedade de animais (a maioria deles são descendentes de animais de zoológico que escaparam após o desastre), incluindo, mas não se limitando para barracudas, morcegos, chitas, coiotes, crocodilos, cães, esquilos, gorilas, cangurus, leopardos, leões, lagartos, pumas, ratos, preguiças, tigres e lobos, para se tornarem bípedes, humanóides e sapientes, possuindo o poder da fala . Outros animais, desde golfinhos, orcas e cobras, desenvolveram sapiência, mas mantiveram mais ou menos seu tamanho e forma originais. As novas espécies animais inteligentes, equipadas com armas e tecnologia recuperadas das ruínas da civilização humana, começaram a lutar por território. Os cavalos aparentemente não foram afetados e servem como meio de transporte no mundo tecnologicamente empobrecido da Terra A.D.
A essa altura, a maioria dos humanos sobreviventes está agindo de forma bestial, com capacidade de raciocínio muito limitada. A maioria tem apenas a habilidade mais rudimentar de falar, embora possam ser treinados. A causa precisa da perda da capacidade de raciocínio é ambígua na série original. Os animais tratam os humanos como feras, usando-os para trabalho ou como animais de estimação.
Kamandi é o último sobrevivente do posto avançado humano no bunker "Command D" perto do que antes era a cidade de Nova York. "Kamandi" é uma corrupção de "Command D"; não está claro se Kamandi alguma vez teve outro nome. Criado pelo seu avô idoso, Kamandi tem um amplo conhecimento do mundo pré-Desastre, graças a uma biblioteca de microfilmes e vídeos antigos, mas passou a maior parte do tempo dentro do bunker e desconhece o estado do mundo lá fora. Quando seu avô é morto por um lobo, Kamandi deixa o bunker em busca de outros postos humanos.
Ele logo descobre que os únicos outros humanos inteligentes que restam na Terra são Ben Boxer e seus amigos Steve e Renzi, um trio de mutantes geneticamente modificados para sobreviver na Terra d.C. Ele também faz vários amigos animais, incluindo o Dr. Canus, o cientista canino do Grande César (líder do Império Tigre) e filho adolescente de César, Tuftan. Adições posteriores ao elenco incluíram a alienígena Pyra, a garota Spirit e o detetive consultor Mylock Bloodstalker e seu associado Doile. Mesmo os animais mais simpáticos, entretanto, ficam perplexos com a capacidade de falar de Kamandi e Ben.
Kamandi e seus amigos partiram para explorar o mundo da Terra A.D., na esperança de um dia restaurar a sapiência e a civilização da humanidade.

## Outras versões

### Elseworlds
A minissérie Elseworlds Kamandi: At Earth's End foi lançada em 1993, mas tinha pouca relação com os quadrinhos de Kirby, exceto pelo nome. Esta série foi seguida por Superman: At Earth's End, ambos escritos por Tom Veitch.

### Superman/Batman
No terceiro arco de história da série Superman/Batman, que mostrava os heróis viajando no tempo, eles encontraram ou lutaram com, de várias maneiras, o Sargento Rock, Jonah Hex, Darkseid e Kamandi.

### Superman & Batman: Generations
Em Superman & Batman: Generations III #3 (maio de 2003), uma das histórias se passa durante o século imediatamente após o 'Grande Desastre' projetado pelo cérebro robotizado de Luthor. Tratava-se de Superman II, Batman e outros sobreviventes da era tecnológica lidando com animais inteligentes semelhantes a Kamandi e ruínas cobertas de vegetação.

### Wednesday Comics
Dave Gibbons e Ryan Sook produziram uma série de Kamandi para a Wednesday Comics em 2009. As histórias da Wednesday Comics têm continuidade própria.

### The Multiversity
A sexta edição de The Multiversity, intitulada "Guia da Multiversidade", apresenta Kamandi em sua versão da Terra como uma das 52 Terras do Multiverso. Kamandi é mostrado pesquisando uma ruína antiga nesta edição.

## Em outros mídias
Televisão
- Uma série de televisão animada de Kamandi foi escolhida durante o final dos anos 1970, mas foi cancelada antes de entrar na fase de produção.[9]
- Kamandi aparece em Batman: The Brave and the Bold, com voz de Mikey Kelley. Kamandi é mostrado como um aliado recorrente do Batman.
- Kamandi é mencionado na série live-action do Arrowverse do CW, The Flash. No episódio "Failure Is An Orphan" da quinta temporada da série, Eobard Thawne / Flash Reverso diz a Nora West-Allen / XS que ele está rastreando a linha do tempo "de Anthro o primeiro menino a Kamandi o último".

#### Filmes
- Um curta animado DC Showcase intitulado Kamandi: The Last Boy on Earth! foi incluído em Justice Society: World War II. Kamandi (com voz de Cameron Monaghan) é testado por um grupo de macacos para ver se ele é o "poderoso" (Superman).

#### Brinquedos
- Kamandi foi incluído no DC Universe Classics Wave 14, lançado em 2010.

#### Diversos
- Uma versão do Universo Animado da DC de Kamandi aparece na revista em quadrinhos Justice League Adventures # 30 e é auxiliado pelo Flash.

## Coletâneas
- Kamandi Archive:
  - Volume 1 reúne Kamandi: The Last Boy on Earth #1-10, 224 páginas, outubro de 2005, ISBN 1-4012-0414-7[10]
  - Volume 2 reúne Kamandi: The Last Boy on Earth #11-20, 228 páginas, fevereiro de 2007, ISBN 1-4012-1208-5[11]
- Countdown Special: Kamandi, the Last Boy on Earth 80-Page Giant #1 reúne Kamandi: The Last Boy on Earth #1, #10 e #29.[12]
- Kamandi by Jack Kirby Omnibus
  - Volume 1 reúne Kamandi: The Last Boy on Earth #1-20, 448 páginas, setembro 2011, ISBN 1-4012-3233-7[13]
  - Volume 2 reúne Kamandi: The Last Boy on Earth #21-40, 424 páginas, dezembro de 2012, ISBN 1401236723[14]
- Wednesday Comics reúne Wednesday Comics #1-12, 200 páginas, junho de 2010, ISBN 1401227473[15]
- The Kamandi Challenge reúne The Kamandi Challenge #1-12, 460 páginas, abril de 2018  ISBN 1401278361

### No Brasil
- Lendas do Universo DC publicado pela Panini Comics
  - Volume 1 reúne Kamandi: The Last Boy on Earth #1-6 ,160 páginas, abril de 2022 ISBN 978-6559603497
  - Volume 2 reúne Kamandi: The Last Boy on Earth #7-13 160 páginas, maio de 2022 ISBN 978-6559602490
  - Volume 3 reúne Kamandi: The Last Boy on Earth #14-20 160 páginas, junho de 2022 ISBN 978-6525904078
  - Volume 4 reúne Kamandi: The Last Boy on Earth #21-27 160 páginas, julho de 2022 ISBN 978-6525902869
  - Volume 5 reúne Kamandi: The Last Boy on Earth #28-34 160 páginas, agosto de 2022 ISBN 978-6525900803
  - Volume 2 reúne Kamandi: The Last Boy on Earth #35-40 130 páginas, setembro de 2022 ISBN 978-6525900261
- O Desafio de Kamandi publicado pela Panini Comics
- Volume 1 reúne The Kamandi Challenge #1 #1-6 ,176 páginas, agosto de 2018 ISBN 978-8542611731
- Volume 1 reúne The Kamandi Challenge #1 #7-12 ,176 páginas, setembro de 2018 ISBN 978-8542612400